# Gornja Fuštica
Fushticë e Epërme en albanais et Gornja Fuštica en serbe latin (en serbe cyrillique : Горња Фуштица) est une localité du Kosovo située dans la commune/municipalité de Gllogoc/Glogovac, district de Pristina (Kosovo) ou district de Kosovo (Serbie). Selon le recensement kosovar de 2011, elle compte 984 habitants, tous albanais.

## Démographie

### Évolution historique de la population dans la localité
| 1948 | 1953 | 1961 | 1971 | 1981 | 1991 | 2011 |
| ---- | ---- | ---- | ---- | ---- | ---- | ---- |
| 223  | 247  | 325  | 413  | 556  | 728  | 984  |

|  |